# Prćavci
Prćavci su naseljeno mjesto u gradu Čapljini, Federacija BiH, BiH. Nalaze se u južnoj Hercegovini, šest kilometara sjeverozapadno od Čapljine.

## Stanovništvo

### 1991.
Nacionalni sastav stanovništva 1991. godine, bio je sljedeći:
ukupno: 260
- Hrvati – 260 (100 %)

### 2013.
Nacionalni sastav stanovništva 2013. godine, bio je sljedeći:
ukupno: 255
- Hrvati – 254 (99,61 %)
- Bošnjaci – 1 (0,39 %)